# Telex (belgická hudební skupina)
Telex byla belgická hudební skupina založená v roce 1978 hudebníky Marcem Moulenm, Danem Lacksmanem a Michaelem Moersem. Když kapelu zakládali, tak přicházeli s myšlenkou „hmm, chceme něco opravdu evropského, něco úplně jiného než je rock, bez el. kytary – ano elektronická hudba, to je nápad“. Kapela smíchala disco, punk a experimentální elektronickou hudbu, a tak dostali minimalistické (cover) songy jako „Twist á St. Stropez“, „Rock Around the Clock“ či „Dance to the Music“. Jejich vlastní materiál a zároveň hit byla píseň "Moskow Diskow"/"Maxi Moskow Diskow". Moskow Diskow patří mezi úplně první elektronické dance/pop písně. Skupina zanikla v roce 2006.

## Diskografie

### Alba
- 1979: Looking For St. Tropez
- 1980: Neurovision
- 1981: Sex (kvůli cenzuře v některých zemích vydávané jako Birds and Bees)
- 1984: Wonderful World
- 1986: Looney Tunes
- 2006: How Do You Dance?

### Kompilace, remixy
- 1989: Les Rhythmes Automatiques
- 1993: Belgium...One Point (box set)
- 1994: Is Release A Humour? - We Love Telex (vydaný pouze v japonsku - remixy DJů)
- 1998: I Don't Like Music (remix)
- 1998: I Don't Like Remixes: Original Classics 78-86 (best of)
- 1999: I (Still) Don't Like Music Remixes Vol. 2 (remix)
- 2009: Ultimate Best Of